# Сегхдевирл, Али
Али Сегхдевирл (араб. علي الصغيره ‎, англ. Ali Seghdewirl, род. 25 августа 1979) — ливийский шоссейный велогонщик.

## Карьера
В 2007 году принял участие на Всеафриканских играх проходивших в городе Алжир (Алжир) и Чемпионате мира "В". Выступил на Букль дю Котон, где на двух этапах попал в тройку призёров и занял четвёртое место по итогам всей гонки.
Дважды занимал вторые места на чемпионате Ливии в групповой и индивидуальной гонках.
В 2007-2008 годах принял участие в таких гонках как Тур Аэропортов, Тур Марокко, Букль дю Котон, Тур Ливии, Тропикале Амисса Бонго, Тур Фармаце Централе, Кубок H. H. вице-президента, Гран-при Шарм-эль-Шейха. 

## Достижения
2007
2-й на Чемпионат Ливии — групповая гонка
2-й на Чемпионат Ливии — индивидуальная гонка
2008
2-й на Чемпионат Ливии — групповая гонка
2-й на Чемпионат Ливии — индивидуальная гонка